# William Hauber
William Hauber (Brownsville, 20 maggio 1891 – 17 luglio 1929) è stato un attore statunitense.

## Biografia
Nato in Minnesota nel 1891, recitò dal 1913 al 1928, lavorando con Mabel Normand, Mack Sennett, Ford Sterling, Roscoe "Fatty" Arbuckle, Larry Semon, Charles Chaplin, Charley Chase, Stan Laurel, Oliver Hardy e altri grandi interpreti del cinema muto.
Morì in un incidente aereo in California all'età di 38 anni.

## Filmografia parziale
- Barney Oldfield's Race for a Life, regia di Mack Sennett (1913)
- Fatty's Flirtation, regia di George Nichols (1913)
- A Flirt's Mistake, regia di George Nichols (1914)
- Charlot e Mabel (Mabel at the Wheel), regia di Mabel Normand e Mack Sennett (1914)
- Il fortunoso romanzo di Tillie (Tillie's Punctured Romance), regia di Mack Sennett (1914)
- Love, Loot and Crash, regia di Mack Sennett (1915)
- Huns and Hyphens, regia di Larry Semon (1918)
- Bears and Bad Men, regia di Larry Semon (1918)
- Frauds and Frenzies, regia di Larry Semon (1918)
- Ridolini inserviente teatrale (The Stage Hand), regia di Larry Semon e Norman Taurog (1920)
- The Bakery, regia di Larry Semon e Norman Taurog (1921)
- Ridolini esattore (The Rent Collector), regia di Larry Semon e Norman Taurog (1921)
- Ridolini groom (The Bell Hop), regia di Larry Semon e Norman Taurog (1921)
- Ridolini al varietà (The Show), regia di Larry Semon e Norman Taurog (1922)
- Ridolini granduca (A Pair of Kings), regia di Larry Semon e Norman Taurog (1922)
- Golf, regia di Tom Buckingham e Larry Semon (1922)
- Ridolini al tabarin (The Midnight Cabaret), regia di Larry Semon (1923)
- Ridolini e le modelle (The Gown Shop), regia di Larry Semon (1923)
- Her Boy Friend, regia di Larry Semon e Noel M. Smith (1924)
- Kid Speed, regia di Larry Semon e Noel M. Smith (1924)